# دوبژکوو
دوبژکوو (به لهستانی:  Dobrzyków) یک روستا در لهستان است که در گمینا گانبین واقع شده‌است. دوبژکوو ۶۱۶ نفر جمعیت دارد و ۴۹ متر بالاتر از سطح دریا واقع شده‌است.